# Bornago
Bornago è una frazione geografica del comune italiano di Pessano con Bornago ormai fusa nel centro abitato di cui costituisce la parte meridionale, verso Gorgonzola.

## Storia
Registrato agli atti del 1751 come un villaggio milanese di 300 abitanti saliti a 325 nel 1771, alla proclamazione del Regno d'Italia nel 1805 Bornago risultava avere 413 residenti. Nel 1809 un regio decreto di Napoleone determinò la soppressione dell'autonomia municipale per annessione a Pessano, ma il Comune di Bornago fu poi ripristinato con il ritorno degli austriaci nel 1816. L'abitato crebbe poi discretamente, tanto che nel 1853 risultò essere popolato da 699 anime, salite a 818 nel 1861. Fu un decreto di Vittorio Emanuele II a decidere la soppressione del municipio, annettendolo a quello di Pessano riprendenso l'antico modello napoleonico.

## Toponimo
Il nome "Bornago" può derivare da un proprietario Gentile di nome Burnus e la sua desinenza è "-acum", tipicamente celtica e che denota sempre una proprietà fondiaria oppure un luogo appartenente ad una persona, di norma al capovillaggio o capofamiglia. Può anche derivare da "bornìs" cioè dalla cenere incandescente e significare "paese bruciato", un po' come Busto Arsizio e può significare il fatto che il villaggio celtico, o successivo, fosse stato bruciato e proprio per questo fosse stata costruita la vicina Pessano.

## Monumenti e luoghi d’interesse

### Architetture religiose
La Chiesa dei Santi Cornelio e Cipriano è sede di una parrocchia pluri-centenaria.